# M67 (amas ouvert)
Pour les articles homonymes, voir M67.
M67 (NGC 2682) est un amas ouvert,, situé dans la constellation du Cancer. Il a été découvert par l'astronome allemand Johann Gottfried Koehler en 1779. Selon Johann Elert Bode, M67 a été découvert peu avant 1779, mais ses instruments ne lui ont pas permis de résoudre ses étoiles. Charles Messier l'a inclus dans son catalogue le 6 avril 1780,.
M67 est à environ 908 pc (∼2 960 al) du système solaire et, selon la base de données WEBDA, les dernières estimations lui donnent un âge de 2,6 milliards d'années. La taille apparente de l'amas est de 25 minutes d'arc, ce qui, compte tenu de la distance, donne une taille réelle maximale d'environ 22 années-lumière.
Selon la classification des amas ouverts de Robert Trumpler, cet amas renferme entre 50 et 100 étoiles (lettre m) dont la concentration est moyenne (II) et dont les magnitudes se répartissent sur un intervalle moyen (le chiffre 2).

## Âge et distance de M67
Les estimations de l'âge de l'amas varient entre 3,2 et 5 milliards d'années. Un article basé sur les données photométriques de l'étude 2MASS rapporte un âge qui se situerait entre 3,5 et 4,0 milliards d'années, ce qui implique que les étoiles de M67 sont plus jeunes que le Soleil. La base de données WEBDA indique un âge de 2,6 milliards d'années.
Les estimations de distance sont également variées et se situent généralement entre 800 et 900 pc. La plus grande distance figure dans la base de données WEBDA, soit 907 pc. L'article basé sur les données de l'étude 2MASS rapporte un module de distance égal à 9,70±0,05, ce qui correspond à une distance de 871±20 pc. Un autre article basé sur les caractéristiques des systèmes binaires d'étoiles indique une distance de 857±33 pc. Enfin, une étude basée sur le diagramme de Hertzsprung-Russell en infrarouge donne une distance de 815±40 pc.

## Les étoiles de M67
M67 n'est pas l'amas le plus âgé connu, mais ceux qui sont encore plus vieux (NGC 188 et NGC 6791, par exemple) sont peu nombreux et aucun n'est plus rapproché que M67. En conséquence, ce dernier est un laboratoire important pour l'étude de l'évolution stellaire, car il est très peuplé, peu de poussière nous en cache la vue et toutes ses étoiles sont à peu près à la même distance et ont approximativement le même âge, sauf environ 30 trainardes bleues dont les origines ne sont pas complètement connues.
Après l'amas des Hyades, l'un des amas les plus rapprochés de nous et beaucoup plus jeune (~625 millions d'années), M67 est probablement le deuxième amas ouvert le plus étudié. Cependant, les estimations de ses paramètres physiques (âge, masse et nombre d'étoiles) varient considérablement. En se basant sur le temps de refroidissement des naines blanches de l'amas, Richer et al. estiment son âge à 4 milliards d'années. Selon l'étude de Richer, la masse de l'amas serait de 1080 {\displaystyle M_{\odot }} et il renfermerait 150 naines blanches. L'article publié par Hurley et al. indique une masse actuelle d'environ 1400 {\displaystyle M_{\odot }} et une masse lors de sa naissance qui pourrait être 10 fois plus grande.
Il y a plus de cent étoiles semblables au Soleil et de nombreuses géantes rouges. On estime qu'il y a plus de cinq cents étoiles dans cet amas. Les âges et la présence importante d'étoiles semblables au Soleil dans cet amas sont à la base d'une hypothèse faisant de M67 l'amas ouvert dans lequel serait né le Soleil. Cependant, des simulations numériques ont montré que c'est très peu probable.
M67 ne contient pas d'étoiles de la séquence principale plus chaude que celle de classe F à l'exception de quelques trainardes bleues, car les étoiles plus brillantes ont déjà quitté la séquence principale lors de leur évolution stellaire.

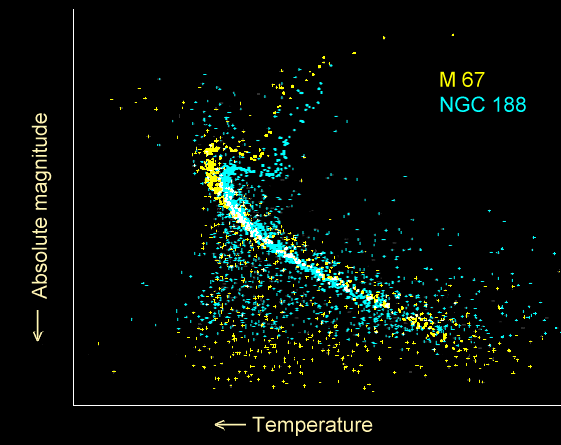
Diagramme HR de M67 et NGC 188. Les étoiles plus chaudes que celle de classe F ont pour ces deux amas quitté la séquence principale.

Le point de cassure visible sur le diagramme HR montre les étoiles qui ont terminé la phase de fusion de l'hydrogène dans leur noyau et qui ont emprunté la phase de leur évolution pour devenir des géantes rouges. Plus un amas vieillit, plus ce point de cassure se déplace dans la séquence principale, vers le bas et vers la droite.
Selon une étude publiée en 2003, la masse moyenne des étoiles près du centre de l'amas et plus élevée que celle des étoiles situées en périphérie. Dans un amas, c'est un processus causé par la ségrégation de masse, un processus dynamique par lequel des étoiles plus légères gagnent en vitesse au détriment des étoiles plus massives. Ainsi, lors de rencontres rapprochées, les étoiles plus légères sont redirigées vers l'extérieur de l'amas et elles peuvent même être éjectées de celui-ci.
Une étude conjointe de Institut Leibniz d’astrophysique de Potsdam et de l'université Johns-Hopkins a été publiée en mars 2016 sur la période de rotation de 20 étoiles semblables au Soleil. On a pu déterminer la période de rotation de ces étoiles en observant à l'aide du télescope spatial Kepler les effets des taches stellaires sur les courbes de lumière de ces étoiles. Cette étude montre que les étoiles âgées d'environ 4 milliards d'années ont une période de rotation de 26 jours, ce qui est semblable à celle du Soleil dont la période moyenne est de 27,28 jours (de 24 jours à l'équateur à 31,5 jours à une latitude de 75°).

## Trois exoplanètes dans M67
À l'aide de l'instrument HARPS (High Accuracy Radial velocity Planet Searcher) installé sur le télescope de 3,6 m à l'observatoire de La Silla de l'ESO, des astronomes ont découvert trois exoplanètes dans l'amas M67. C'est un fait assez rare, car à ce jour seules six exoplanètes ont été débusquées au sein d'amas ouverts.
- La première exoplanète a été découverte autour de l'étoile YBP 1194, une naine jaune jumelle de notre Soleil. YBP 1194b, la seule planète détectée autour de cette étoile, a une masse d'environ le tiers de celle de Jupiter et elle gravite à une distance d'environ 10,7 millions de kilomètres[20], ce qui est 14 fois plus petit que la distance de la Terre au Soleil. Cette planète est donc ce que l'on appelle un Jupiter chaud.

- La deuxième exoplanète a été détectée autour de l'étoile YBP 1514. Il s'agit aussi d'un Jupiter chaud car elle est encore plus près de son étoile, à seulement 8,5 millions de kilomètres. Sa masse est d'environ 0,4 fois la masse de Jupiter et sa période de révolution n'est que cinq jours.

- Finalement, la troisième exoplanète gravite autour de SAND 364, une étoile géante rouge de couleur orangée. Elle est plus massive que les deux autres exoplanètes, soit une masse d'environ 1,5 fois celle de Jupiter. SAND 364b est à 80 millions de kilomètres de son étoile et sa période de révolution est d'un peu moins de 122 jours[20].